# ینگجه یارانمیش
ینگجه یارانمیش یکی از روستاهای استان آذربایجان شرقی است که در دهستان یکانات بخش یامچی شهرستان مرند واقع شده‌است.